# Wiser’s Whisky
Wiser’s Whisky ist ein kanadischer Whisky, der in Ontario hergestellt wird.

## Geschichte
Ursprünglich wurde Wiser’s Whisky von der Wiser’s Destillerie hergestellt. Diese wurde im Jahre 1857 in Prescott gegründet. Das Unternehmen war die drittgrößte Destillerie in Kanada, die ihre Produkte neben dem Heimatmarkt auch in den USA, China und auf den Philippinischen Inseln vertrieben hat. Im Jahre 1911 waren 100 Mitarbeiter in der Produktion tätig. Als der Gründer und Firmenchef J.P. Wiser unerwartet starb, kam das Unternehmen in Turbulenzen und wurde an eine andere kanadische Destillerie verkauft. Die Corby Distilleries übernahmen Wiser’s und hat die Produktion nach Belleville verlagert. Seit 1980 wird der Wiser’s Whisky von der Hiram Walker & Sons distillery in Windsor produziert.

## Sorten
- Wiser’s Deluxe
- Wiser’s Very Old
- Wiser’s Special Blend
- Wiser’s Small Batch